# Гапеєв Степан Антонович
Степа́н Анто́нович Гап́еєв (Гапєєв) (10 травня 1890, Одеса — 8 квітня 1950) — чернігівський історик-краєзнавець, організатор музейної справи. Репресований комуністичним режимом СРСР.

## Біографія
Народився 10 травня 1890 р. в Одесі. Після закінчення гімназії здобув вищу художню освіту. Перший завідувач Новгород-Сіверського музею, відкритого у 1920 р. в приміщенні семирічної школи за ініціативою повітового відділу народної освіти. Музей успадкував частину зібрання старожитностей відомого мецената і колекціонера середини XIX ст. Н. Судієнка і складався з трьох відділів: археологічного, художнього та церковної старовини. В останньому з них привертали увагу численні вироби золотарів (оклади богослужбових книг, напрестольні хрести та інші предмети церковного обладунку), а також ікони XVII—XVIII ст., врятовані від загибелі під час закриття місцевих храмів і монастирів.
Як згадував згодом сам Степан Гапєєв, «за перших часів існування музей терпів крайню нужду; становище було неміцне; установа здавалася нежиттєвою». Завдяки зусиллям завідувача і підтримці з боку місцевої інтелігенції музей витримав ці випробування і перетворився у помітний краєзнавчий осередок. Щоб згуртувати довкола музею громадський актив, С. Гапеєв створив краєзнавчий гурток, члени якого брали участь у обстеженні та виявленні пам'яток історії й культури, археологічних розкопках і розвідках, етнографічних експедиціях на терені Новгород-Сіверщини. Степан Гапеєв проводив активну культурно-освітню роботу, виступав з лекціями перед мешканцями краю; влаштовував виставки музейних експонатів.
У 1929 р. Степан Гапеєв очолив Новгород-Сіверський державний історико-культурний заповідник, створений згідно з рішенням Раднаркому УРСР на території колишнього Спасо-Преображенського монастиря. Це дозволило значною мірою активізувати науково-дослідну роботу в галузі місцевої історії, з'явилися бодай невеликі кошти для реставрації занедбаних пам'яток старовини. «Через те, що на Новгород-Сіверщині мало наукових установ, — підкреслював С. Гапеєв, — заповідник бере на себе й ширші завдання. Перше — правити за культурний і краєзнавчий осередок на Новгород-Сіверщині. Це особливу вагу має за доби реконструкції народного господарства та культурної революції. Друге — організувати і здійснювати охорону пам'ятників культури та природи в межах Новгород-Сіверщини».
Перу С. Гапеєва належить ґрунтовний нарис історії Спасо-Преображенського монастиря — «Новгород-Сіверський заповідник: Провідник» (1931), кілька статей з музеєзнавства і низка публікацій у місцевій пресі.
У лютому 1934 р. він був знятий з посади як «соціально ворожий елемент, що припустив вихолощення класової суті в музеї», а в березні 1938 р. — заарештований по вигаданому звинуваченню у зв'язках з «членами есерівської та білогвардійської організації, що проводить активну антирадянську агітацію».
Майже рік С. Гапеєв відсидів за ґратами, поки не був звільнений у зв'язку з відсутністю достатніх доказів «злочинної діяльності», але залишився фактично без засобів до існування. Під час німецької окупації він пішов працювати завідувачем відділу освіти народної управи, а коли в серпні 1943 р. до Новгород-Сіверського наблизились частини Радянської армії, виїхав за межі краю. Згодом С. Гапеєву вдалося влаштуватися на посаду інженера лісового господарства в місті Турка, що на Львівщині. Водночас за сумісництвом він викладав у тамтешній школі.
6 березня 1949 р. С. Гапеєв був заарештований і невдовзі засуджений Чернігівським обласним судом до 25 років виправно-трудових таборів. 8 квітня 1950 р. він помер від розриву серця у місцях ув'язнення.